# Centromyrmex constanciae
Centromyrmex constanciae é uma espécie de inseto do gênero Centromyrmex, pertencente à família Formicidae.